# 400 mètres aux championnats du monde d'athlétisme
Pour un article plus général, voir Championnats du monde d'athlétisme.
Le 400 mètres fait partie des épreuves inscrites au programme des premiers championnats du monde d'athlétisme, en 1983, à Helsinki.
Avec quatre victoires, remportées successivement de 1993 à 1999, l'Américain Michael Johnson est l'athlète le plus titré dans cette épreuve. La Française Marie-José Pérec (1991 et 1995), l'Australienne Cathy Freeman (1997 et 1999) et la Britannique Christine Ohuruogu (2007 et 2013) détiennent quant à elles le record de victoires féminines avec deux titres.
Les records des championnats du monde sont actuellement détenus par Michael Johnson, qui établit un nouveau record du monde en 43 s 18 le 26 août 1999 en finale des mondiaux de Séville, et par la Tchèque Jarmila Kratochvílová avec 47 s 99, réalisés le 10 août 1983 à Helsinki.

## Éditions
| Années | 83 | 87 | 91 | 93 | 95 | 97 | 99 | 01 | 03 | 05 | 07 | 09 | 11 | 13 | 15 | 17 | 19 | 22 | 23 | Total |
| ------ | -- | -- | -- | -- | -- | -- | -- | -- | -- | -- | -- | -- | -- | -- | -- | -- | -- | -- | -- | ----- |
| Hommes | X  | X  | X  | X  | X  | X  | X  | X  | X  | X  | X  | X  | X  | X  | X  | X  | X  | X  | X  | 19    |
| Femmes | X  | X  | X  | X  | X  | X  | X  | X  | X  | X  | X  | X  | X  | X  | X  | X  | X  | X  | X  | 19    |

## Hommes

### Historique

#### 1983-1995

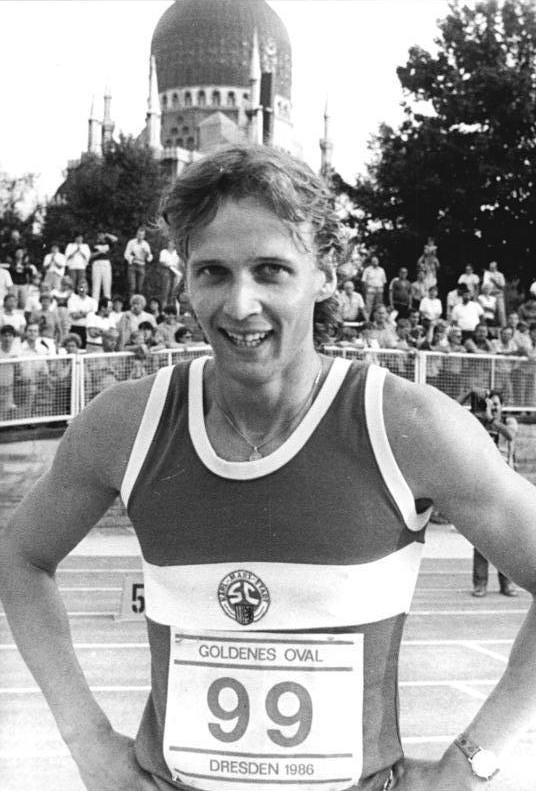
Thomas Schönlebe, champion du monde du 400 m en 1987.

Lors des premiers championnats du monde, en 1983 à Helsinki, le Jamaïcain Bert Cameron s'impose dans le temps de 45 s 05, devant les Américains Michael Franks (45 s 22) et Sunder Nix (45 s 24). Figurant parmi les favoris, l'Allemand de l'Ouest Erwin Skamrahl ne termine que quatrième de la finale.
Quatre ans plus tard, aux championnats du monde 1987 à Rome, L'Est-allemand Thomas Schönlebe remporte la course en 44 s 33 et améliore à cette occasion son propre record d'Europe qu'il avait établi quelques jours auparavant. le Nigérian Innocent Egbunike est médaillé d'argent en 44 s 56 alors que le favori Américain Harry Butch Reynolds, qui avait pourtant réalisé le meilleur temps de l'année en 44 s 10, n'est que médaillé de bronze (44 s 80).
En 1991, lors des mondiaux de Tokyo, l'Américain Antonio Pettigrew s'adjuge le titre mondial en 44 s 57, devant le Britannique Roger Black (44 s 62) et l'Américain Danny Everett(44 s 63).
L'Américain Michael Johnson s'adjuge son premier titre mondial sur 400 m en 1993 à l'occasion des mondiaux de Stuttgart. Malgré un départ relativement prudent, il revient sur ses adversaires à l'amorce du dernier virage et accentue son avance dans la dernière ligne droite. Il s'impose dans le temps de 43 s 65, nouveau record des championnats, devant Harry Butch Reynolds (44 s 13), alors détenteur du record du monde, et le Kényan Samson Kitur (44 s 54).
Michael Johnson signe une deuxième victoire deux ans plus tard, lors des championnats du monde 1995, à Göteborg. Invaincu sur la distance, en plein air, depuis 1988, il remporte la finale dans le temps de 43 s 39, nouveau record des championnats à 1/10e seulement du record du monde. Comme à Stuttgart, Harry Butch Reynolds est médaillé d'argent (44 s 22). Le Jamaïcain Gregory Haughton est troisième de la course en 44 s 56.

#### 1997-2005

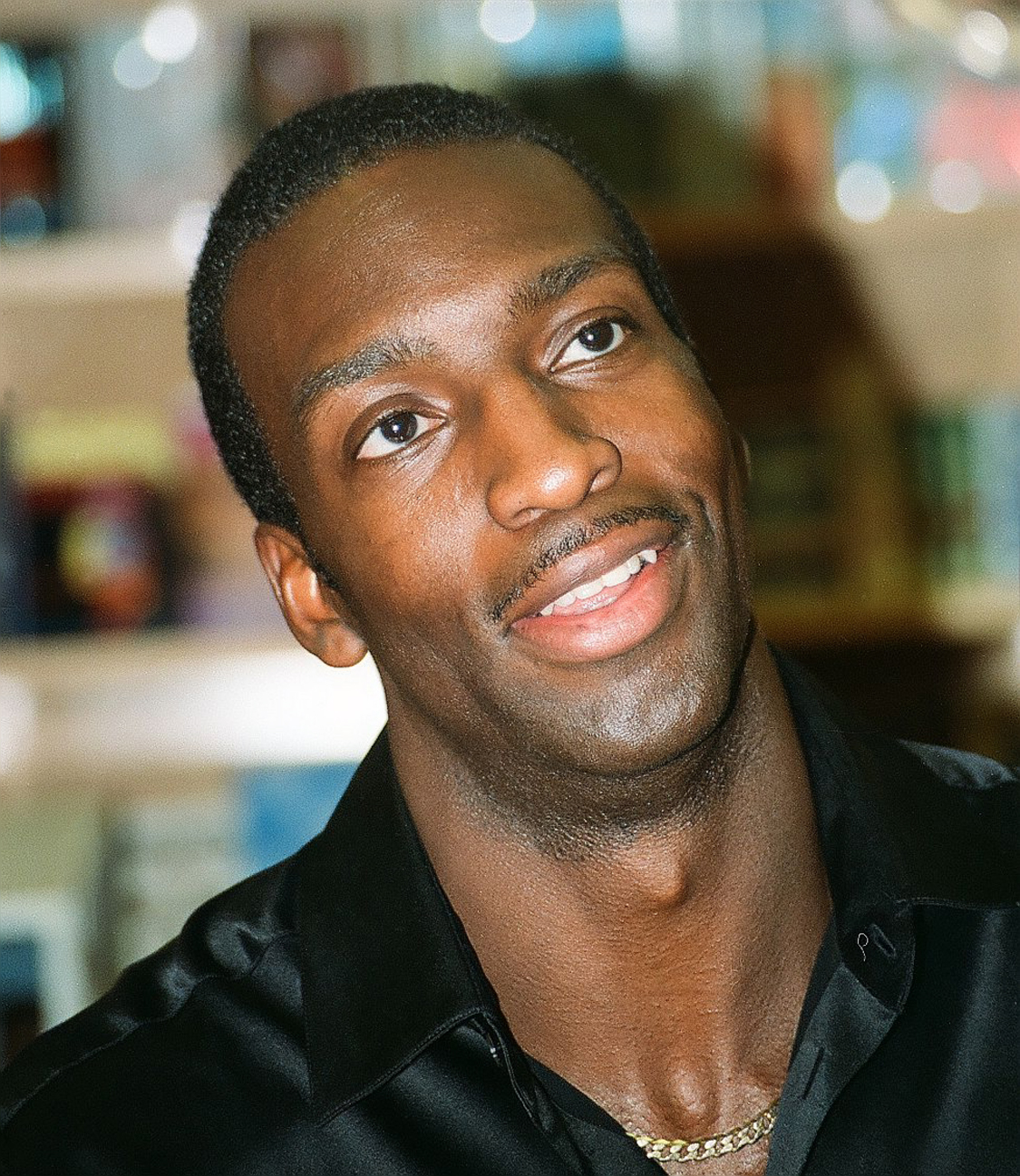
Michael Johnson remporte quatre titres mondiaux consécutifs sur 400 m de 1993 à 1999.

Aux championnats du monde 1997, à Athènes, Michael Johnson bénéficie d'une invitation de l'IAAF en raison d'une blessure contractée en début de saison 1997 et qui l'a empêché de se présenter aux sélections américaines. Il décroche finalement son troisième titre consécutif (44 s 12) après avoir pourtant frôlé l'élimination en quarts de finale, devançant l'Ougandais Davis Kamoga (44 s 37, record national) et l'Américain Tyree Washington (44 s 39).
Michael Johnson glane son quatrième titre mondial consécutif sur 400 m le 26 août 1999 lors des championnats du monde de Séville. À 32 ans, Johnson réalise la meilleure course de sa carrière en remportant la finale en 43 s 18. Il améliore à cette occasion de 11/100e le record du monde du 400 m détenu par Harry Butch Reynolds depuis 1988. Le Brésilien Sanderlei Parrela, deuxième de la course, établit un nouveau record d'Amérique du Sud (44 s 29) et le Mexicain Alejandro Cárdenas, troisième de la course, un nouveau record national (44 s 31).
Aux championnats du monde 2001, à Edmonton au Canada, le Bahaméen Avard Moncur s'empare de la médaille d'or en 44 s 64, devant l'Allemand Ingo Schultz (44 s 87) et le Jamaïcain Gregory Haughton (44 s 98), déjà médaillé de bronze en 1995.
Deux ans plus tard, lors des championnats du monde 2003 à Saint-Denis, l'Américain Jerome Young remporte la course mais, disqualifié à vie en 2009 pour délit de dopage, sa médaille d'or lui est retirée. Le titre revient par conséquent à son compatriote Tyree Washington (44 s 77), la médaille d'argent au Français Marc Raquil qui, situé en dernière position au sortir du dernier virage, parvient à remonter une grande partie de ses adversaires lors de la dernière ligne droite, et termine sur le podium en établissant un nouveau record de France (44 s 79). La médaille de bronze est attribuée au Jamaïcain Michael Blackwood (44 s 80).
L'Américain Jeremy Wariner remporte le 400 m des championnats du monde 2005 en passant pour la première fois de sa carrière sous les 44 secondes (43 s 93, meilleure performance mondiale de l'année). Il devance son compatriote Andrew Rock (44 s 35) et le Canadien Tyler Christopher qui bat à cette occasion le record du Canada (44 s 44).

#### 2007-2015

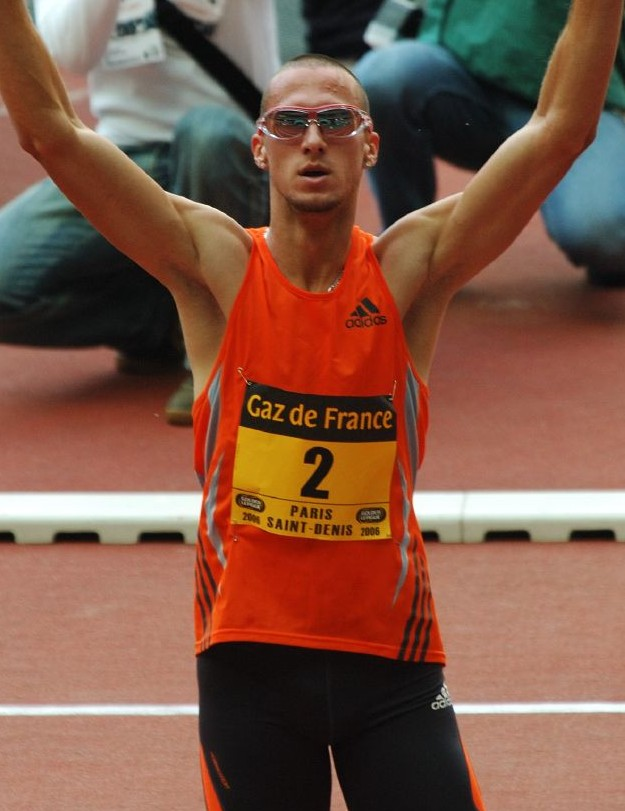
Jeremy Wariner, champion du monde en 2005 et 2007, et vice-champion du monde en 2009.

Aux championnats du monde 2007, à Osaka, Jeremy Wariner parvient à conserver son titre mondial en réalisant la meilleure performance de sa carrière en 43 s 45, devançant ses deux compatriotes LaShawn Merritt (43 s 96) et Angelo Taylor (44 s 32).
En quête d'un troisième titre consécutif lors des championnats du monde 2009, à Berlin, Jeremy Wariner ne termine finalement que deuxième de la course, échouant à plus d'une demi-seconde de LaShawn Merritt qui décroche son premier titre planétaire dans le temps de 44 s 06, signant la meilleure performance mondiale de l'année 2009. Le Trinidadien Renny Quow complète le podium en 45 s 02.
En 2011, le Grenadin Kirani James empoche à dix-huit ans seulement la médaille d'or des mondiaux de Daegu. Il s'impose dans le temps de 44 s 60 et devance de 3/100e de seconde le champion en titre LaShawn Merritt et de 3/10e le Belge Kévin Borlée.
Lors des championnats du monde 2013, à Moscou, LaShawn Merritt s'adjuge pour la deuxième fois le titre mondial du 400 m après son succès en 2009. Il s'impose en 43 s 74 (meilleure performance mondiale de l'année), devant son compatriote Tony McQuay (44 s 40) et le Dominicain Luguelín Santos (44 s 52).
Figurant parmi les favoris pour le titre des championnats du monde 2015, le Sud-Africain Wayde van Niekerk devient champion du monde à Pékin (43 s 48) en devançant les précédents champions du monde LaShawn Merritt (43 s 65) et Kirani James (43 s 78),.

#### Depuis 2017

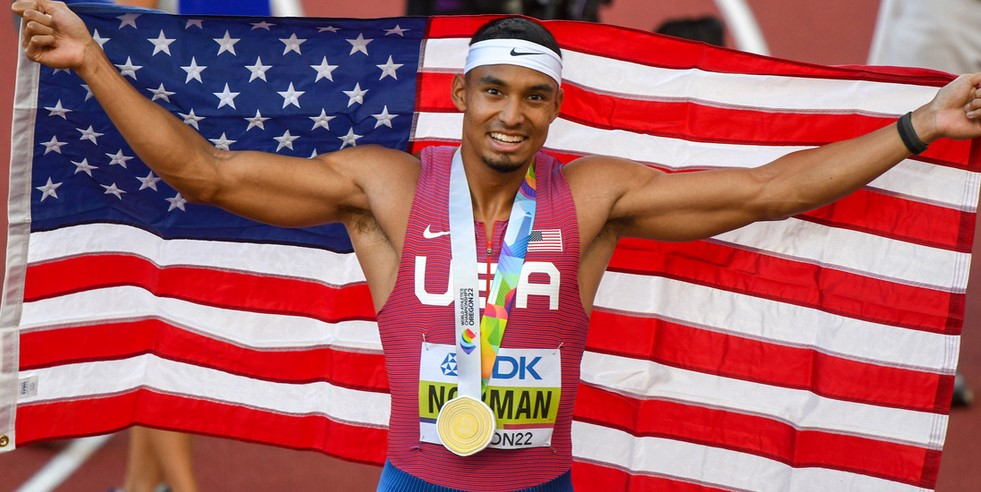
Michael Norman remporte les championnats du monde 2022.

Champion olympique en 2016 à Rio où il établit un nouveau record du monde en 43 s 03, Wayde van Niekerk conserve son titre mondial aux championnats du monde 2017 à Londres, s'imposant sans forcer en stoppant son effort à la ligne d'arrivée, dans le temps de 43 s 98. Il devance le Bahaméen Steven Gardiner (44 s 41) et le Qatarien Abdalelah Haroun (44 s 48).
En l'absence de Wayde Van Niekerk, double tenant du titre, le Bahaméen Steven Gardiner, deuxième en 2017, s'impose aux championnats du monde 2019 à Doha en 43 s 48, devenant ainsi le sixième performeur de tous les temps sur la distance. Le Colombien Anthony Zambrano prend la médaille d'argent en établissant un nouveau record d'Amérique du Sud en 44 s 15, tandis que la médaille de bronze revient à l'Américain Fred Kerley en 44 s 17.
Gardiner, tenant du titre et champion olympique en titre, est forfait pour les championnats du monde 2022 à Eugene à la suite d'une inflammation aux tendons. En son absence, le titre revient à l'Américain Michael Norman, détenteur de la meilleure performance mondiale de l'année, qui s'impose en finale en 44 s 29, devant Kirani James (44 s 48) et Matthew Hudson-Smith (44 s 66), décrochant ainsi le premier titre américain masculin sur 400 m depuis LaShawn Merritt en 2013. Kirani James obtient l'argent après l'or en 2011 et le bronze en 2015. Wayde van Niekerk, de retour de blessure, termine à la 5e place.
L'année suivante à Budapest, le Jamaïcain Antonio Watson crée la surprise en franchissant en premier la ligne d'arrivée en 44 s 22, devant Matthew Hudson-Smith (44 s 31), qui avait pourtant battu le vieux record d'Europe de Thomas Schönlebe en demi-finale, et l'Américain Quincy Hall (44 s 37). Watson devient ainsi le premier Jamaïcain champion du monde de la distance depuis Bert Cameron en 1983.

### Palmarès
| Édition | Or                        | Argent                       | Bronze                       |
| ------- | ------------------------- | ---------------------------- | ---------------------------- |
| 1983    | Bert Cameron 45 s 05      | Michael Franks 45 s 22       | Sunder Nix 45 s 24           |
| 1987    | Thomas Schönlebe 44 s 33  | Innocent Egbunike 44 s 56    | Harry Butch Reynolds 44 s 80 |
| 1991    | Antonio Pettigrew 44 s 57 | Roger Black 44 s 62          | Danny Everett 44 s 63        |
| 1993    | Michael Johnson 43 s 65   | Harry Butch Reynolds 44 s 13 | Samson Kitur 44 s 54         |
| 1995    | Michael Johnson 43 s 39   | Harry Butch Reynolds 44 s 22 | Gregory Haughton 44 s 56     |
| 1997    | Michael Johnson 44 s 12   | Davis Kamoga 44 s 37         | Tyree Washington 44 s 39     |
| 1999    | Michael Johnson 43 s 18   | Sanderlei Parrela 44 s 29    | Alejandro Cárdenas 44 s 31   |
| 2001    | Avard Moncur 44 s 64      | Ingo Schultz 44 s 87         | Gregory Haughton 44 s 98     |
| 2003    | Tyree Washington 44 s 77  | Marc Raquil 44 s 79          | Michael Blackwood 44 s 80    |
| 2005    | Jeremy Wariner 43 s 93    | Andrew Rock 44 s 35          | Tyler Christopher 44 s 44    |
| 2007    | Jeremy Wariner 43 s 45    | LaShawn Merritt 43 s 96      | Angelo Taylor 44 s 32        |
| 2009    | LaShawn Merritt 44 s 06   | Jeremy Wariner 44 s 60       | Renny Quow 45 s 02           |
| 2011    | Kirani James 44 s 60      | LaShawn Merritt 44 s 63      | Kévin Borlée 44 s 90         |
| 2013    | LaShawn Merritt 43 s 74   | Tony McQuay 44 s 40          | Luguelín Santos 44 s 52      |
| 2015    | Wayde van Niekerk 43 s 48 | LaShawn Merritt 43 s 65      | Kirani James 43 s 78         |
| 2017    | Wayde van Niekerk 43 s 98 | Steven Gardiner 44 s 41      | Abdalelah Haroun 44 s 48     |
| 2019    | Steven Gardiner 43 s 48   | Anthony Zambrano 44 s 15     | Fred Kerley 44 s 17          |
| 2022    | Michael Norman 44 s 29    | Kirani James 44 s 48         | Matthew Hudson-Smith 44 s 66 |
| 2023    | Antonio Watson 44 s 22    | Matthew Hudson-Smith 44 s 31 | Quincy Hall 44 s 37          |

### Multiples médaillés
| Rang | Athlète              | Pays           | Période   | Or | Argent | Bronze | Total |
| ---- | -------------------- | -------------- | --------- | -- | ------ | ------ | ----- |
| 1    | Michael Johnson      | États-Unis     | 1991–1999 | 4  | 0      | 0      | 4     |
| 2    | LaShawn Merritt      | États-Unis     | 2007–2015 | 2  | 3      | 0      | 5     |
| 3    | Jeremy Wariner       | États-Unis     | 2005–2009 | 2  | 1      | 0      | 3     |
| 4    | Wayde van Niekerk    | Afrique du Sud | 2015–2017 | 2  | 0      | 0      | 2     |
| 5    | Kirani James         | Grenade        | 2011–     | 1  | 1      | 1      | 3     |
| 6    | Steven Gardiner      | Bahamas        | 2015–     | 1  | 1      | 0      | 2     |
| 7    | Tyree Washington     | États-Unis     | 1997–2003 | 1  | 0      | 1      | 2     |
| 8    | Butch Reynolds       | États-Unis     | 1987–1995 | 0  | 2      | 1      | 3     |
| 9    | Matthew Hudson-Smith | Royaume-Uni    | 2022–2023 | 0  | 1      | 1      | 2     |
| 10   | Gregory Haughton     | Jamaïque       | 1995–2001 | 0  | 0      | 2      | 2     |

### Records des championnats
| Temps   | Athlète           | Lieu      | Date               | Record |
| ------- | ----------------- | --------- | ------------------ | ------ |
| 46 s 19 | Sunder Nix        | Helsinki  | 7 août 1983        |        |
| 46 s 11 | Bert Cameron      | Helsinki  | 7 août 1983        |        |
| 45 s 74 | Hartmut Weber     | Helsinki  | 7 août 1983        |        |
| 45 s 57 | Michael Franks    | Helsinki  | 8 août 1983        |        |
| 45 s 44 | Michael Franks    | Helsinki  | 9 août 1983        |        |
| 45 s 05 | Bert Cameron      | Helsinki  | 10 août 1983       |        |
| 45 s 03 | Derek Redmond     | Rome      | 31 août 1987       |        |
| 44 s 81 | Thomas Schönlebe  | Rome      | 31 août 1987       |        |
| 44 s 26 | Innocent Egbunike | Rome      | 1er septembre 1987 |        |
| 43 s 65 | Michael Johnson   | Stuttgart | 17 août 1993       |        |
| 43 s 39 | Michael Johnson   | Göteborg  | 9 août 1995        |        |
| 43 s 18 | Michael Johnson   | Séville   | 26 août 1999       | WR     |

## Femmes

### Historique

#### 1983-1995

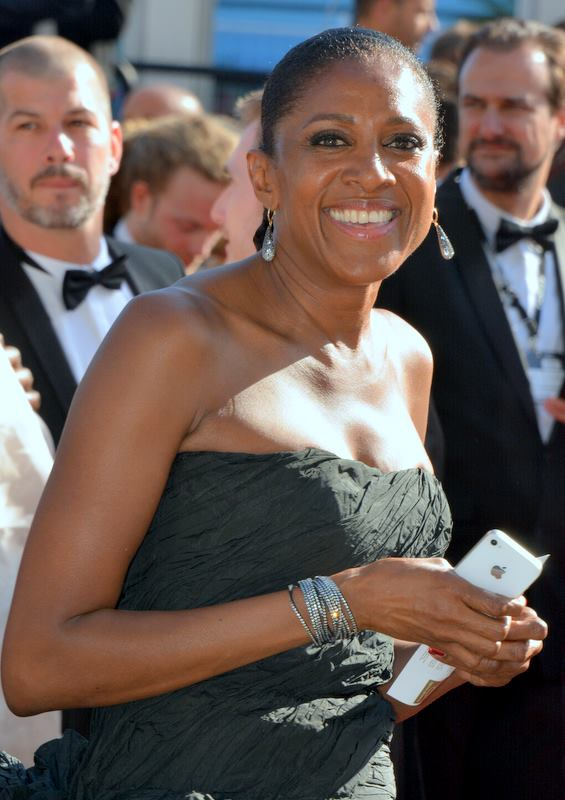
Marie-José Pérec, championne du monde du 400 m en 1991 et 1995.

La Tchécoslovaque Jarmila Kratochvílová remporte le titre du 400 m lors des premiers championnats du monde, en 1983 à Helsinki. Elle établit en finale un nouveau record du monde dans le temps de 47 s 99, et devance sa compatriote Taťána Kocembová (48 s 59) et la Soviétique Mariya Pinigina (49 s 19), la Canadienne Marita Payne-Wiggins, cinquième de la finale, établissant un nouveau record continental en 50 s 06. Lors de cette compétition, Kratochvílová remporte par ailleurs l'épreuve du 800 m.
Quatre ans plus tard, lors des championnats du monde 1987, à Rome, la Soviétique Olha Bryzhina s'adjuge la médaille d'or en 49 s 38, devant les Est-allemandes Petra Müller (49 s 94) et Kirsten Emmelmann (50 s 20).
Lors des championnats du monde 1991, à Tokyo, la Française Marie-José Pérec remporte son premier grand titre international en s'imposant en finale en 49 s 13 (nouveau record de France). Malgré un retour de l'Allemande Grit Breuer dans la dernière ligne droite, elle parvient à maintenir son avance sur la championne d'Europe en titre qui établit un nouveau record du monde junior en 49 s 42. Perec remporte à cette occasion le premier titre de champion du monde d'athlétisme pour la France. L'Espagnole Sandra Myers complète le podium dans le temps de 49 s 78.
Championne olympique en 1992, Marie-José Pérec décide pourtant de ne pas s'aligner sur 400 m lors des championnats du monde 1993, à Stuttgart, lui préférant l'épreuve du 200 m. En son absence, l'Américaine Jearl Miles devient championne du monde en 49 s 82, devant sa compatriote Natasha Kaiser-Brown (50 s 17) et la Jamaïcaine Sandie Richards (50 s 44).
Aux championnats du monde 1995, à Göteborg, Marie-José Pérec décroche un nouveau titre de championne du monde du 400 m, un an après avoir remporté la médaille d'or sur la distance aux championnats d'Europe. Elle s'impose dans le temps de 49 s 28, devant la Bahaméenne Pauline Davis-Thompson (49 s 96, record national) et la championne du monde en titre Jearl Miles-Clark (50 s 00).

#### 1997-2005

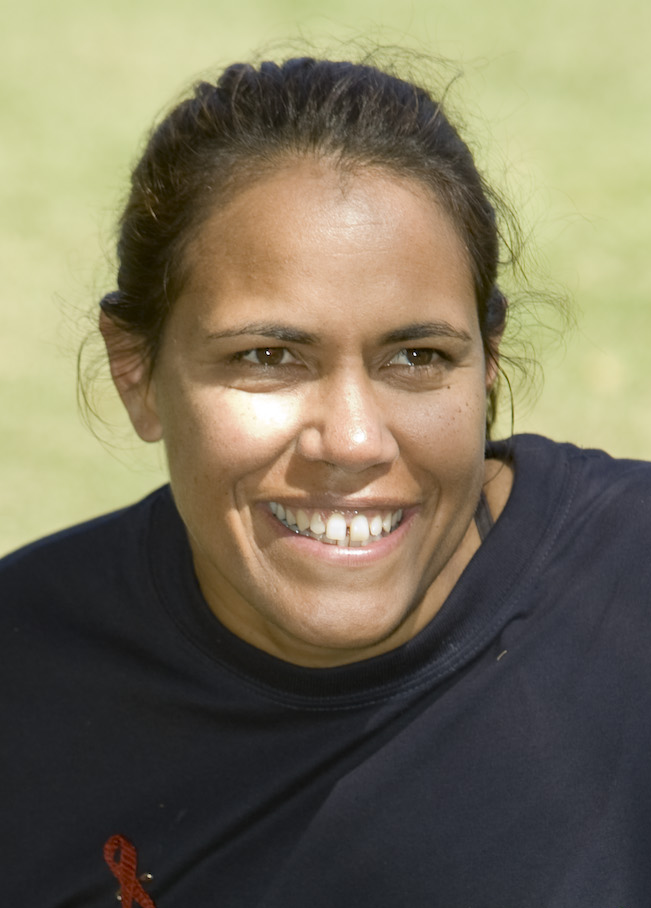
Cathy Freeman, championne du monde en 1997 et 1999.

En 1997, lors des championnats du monde d'Athènes, l'Australienne Cathy Freeman remporte la médaille d'or en 49 s 77, devant la Jamaïcaine Sandie Richards (49 s 79) et Jearl Miles-Clark (49 s 90).
Cathy Freeman conserve son titre lors des championnats du monde 1999 à Séville. Elle l'emporte en 49 s 67, devant l'Allemande Anja Rücker (49 s 74) et la Jamaïcaine Lorraine Graham (49 s 92) qui battent toutes deux leurs records personnels.
Lors des championnats du monde 2001 à Edmonton au Canada, la Sénégalaise Amy Mbacké Thiam s'impose en 49 s 86 (nouveau record national), devant Lorraine Fenton (49 s 74) et la Mexicaine Ana Guevara (49 s 74).
Deux ans plus tard, aux championnats du monde 2003, à Saint-Denis, Ana Guevara s'adjuge le titre mondial en établissant la meilleure performance mondiale de l'année en 48 s 89. Lorraine Fenton, deuxième de la finale en 49 s 43 se place sur le podium pour la troisième fois consécutive et devance la championne en titre Amy Mbacké Thiam, médaillée de bronze en 49 s 95.
La Bahaméenne Tonique Williams-Darling, championne olympique un an plus tôt à Athènes, remporte le titre du 400 m à l'occasion des championnats du monde 2005 d'Helsinki. Elle s'impose dans le temps de 49 s 55 et devance l'Américaine Sanya Richards (49 s 74) et la championne en titre Ana Guevara (49 s 81).

#### 2007-2015

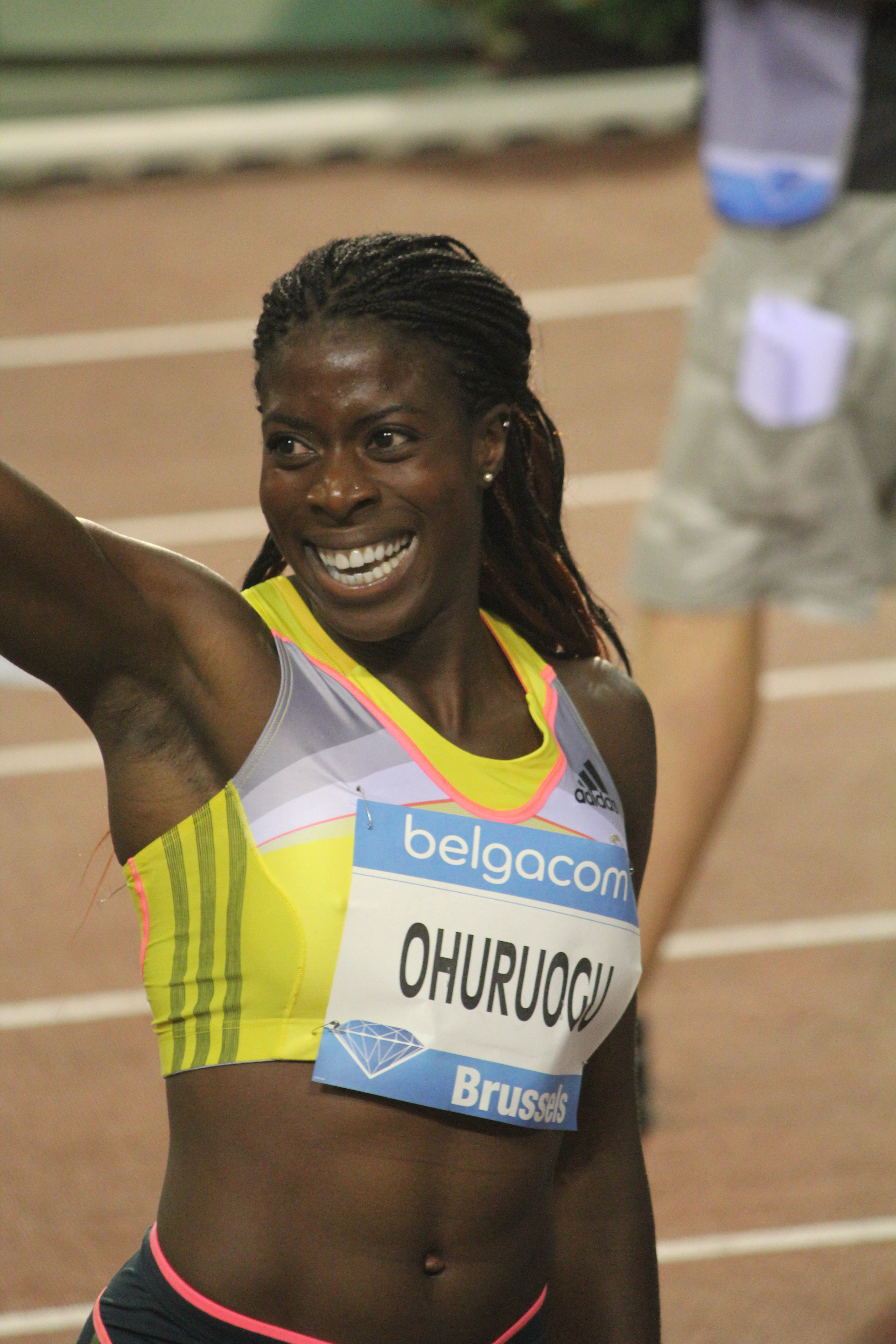
Christine Ohuruogu, titrée en 2007 et 2013.

De retour d'une suspension d'un an pour dopage, la Britannique Christine Ohuruogu remporte les championnats du monde 2007 à Osaka, où elle bat son record personnel en finale en 49 s 61. Sa compatriote Nicola Sanders est médaillée d'argent en 49 s 65 (record personnel), devançant d'un 1/100e de seconde Jamaïcaine Novlene Williams (49 s 66).
Sanya Richards, deuxième en 2005, décroche la médaille d'or à Berlin lors des championnats du monde 2009. Elle y réalise la meilleure performance mondiale de l'année en 49 s 00, devançant la Jamaïcaine Shericka Williams (49 s 32) et la Russe Antonina Krivoshapka (49 s 71). Christine Ohuruogu, championne olympique en 2008 à Londres, ne termine que cinquième de l'épreuve.
Deux ans plus tard, aux championnats du monde 2011 à Daegu, la Botswanaise Amantle Montsho remporte le titre mondial en 49 s 56 (record national) à l'issue d'un sprint final qui lui permet de devancer de 3/100e de seconde seulement l'Américaine Allyson Felix (49 s 59). La Russe Anastasiya Kapachinskaya, initialement troisième de la finale, sera déchue de sa médaille de bronze en 2016 à la suite d'affaires de dopage. La médaille est réattribuée à l'Américaine Francena McCorory, quatrième de la course.
Six ans après son premier titre mondial, Christine Ohuruogu obtient une nouvelle médaille d'or sur 400 m à l'occasion des championnats du monde 2013, à Moscou. La Britannique établit un nouveau record national pour s'imposer dans le temps de 49 s 41, devant la championne du monde en titre Amantle Montsho (49 s 41) et la Russe Antonina Krivoshapka (49 s 78). En 2017, après avoir été convaincue de dopage, Krivoshapka est déchue de sa médaille de bronze au profit de la Jamaïcaine Stephanie McPherson, initialement quatrième de l'épreuve.
L'Américaine Allyson Felix remporte les championnats du monde 2015, à Pékin. Auteur d'un départ très rapide, elle laisse la championne en titre Christine Ohuruogu revenir à hauteur dans la ligne opposée, puis ré-accélère à l'entrée du dernier virage pour ressortir en tête et s'imposer finalement en 49 s 26, signant un nouveau record personnel et la meilleure performance mondiale de l'année. Elle devance la Bahaméenne Shaunae Miller (49 s 67) et la Jamaïcaine Shericka Jackson (49 s 99). Trois autres jamaïcaines (Day, McPherson et Williams-Mills) se classent respectivement 4e, 5e et 6e de l'épreuve. Ohuruogu est huitième de la course.

#### Depuis 2017

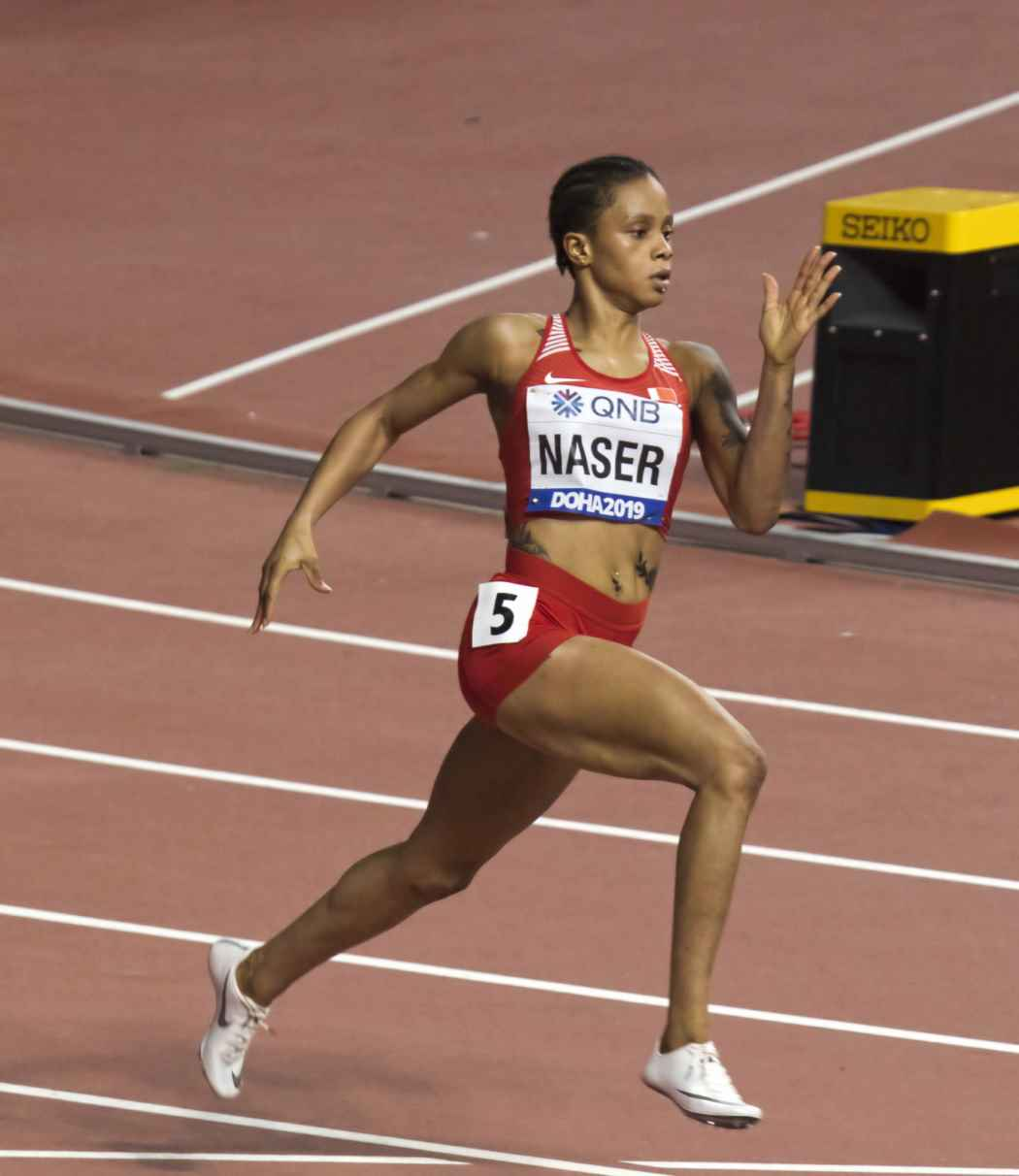
Salwa Eid Naser, championne du monde en 2019 à Doha.

En 2017, lors des championnats du monde de Londres, l'Américaine Phyllis Francis remporte à la surprise générale le titre mondial du 400 m en 49 s 92, signant un nouveau record personnel. Elle devance la Bahreïnienne Salwa Eid Naser, auteur d'un nouveau record national en 50 s 06, et la tenante du titre Allyson Felix, troisième en 50 s 08. Shaunae Miller-Uibo, championne olympique en 2016 à Rio, termine au pied du podium alors qu'elle était en tête de la course jusqu'à 30 mètres de l'arrivée,.
Aux Mondiaux de Doha en 2019, la Bahreïnienne Salwa Eid Naser crée la sensation en s'adjugeant le titre mondial en 48 s 14, devenant ainsi la troisième performeuse mondiale de tous les temps derrière la recordwoman du monde Marita Koch (47 s 60 en 1985) et la Tchèque Jarmila Kratochvilova (47 s 99 en 1983). Elle s'impose devant Shaunae Miller-Uibo qui bat son record personnel de 6 dixièmes de seconde en 48 s 37. La Jamaïcaine Shericka Jackson prend elle la troisième place en 49 s 47.
Championne olympique à Tokyo en 2021, Shaunae Miller-Uibo décroche enfin le titre mondial sur 400 m après ses médailles d'argent obtenues en 2015 et 2019. Aux championnats du monde 2022, à Eugene, elle gagne le seul titre majeur qui manquait à son palmarès en s'imposant en finale en 49 s 11 (meilleure performance mondiale de l'année), devant la Dominicaine Marileidy Paulino (49 s 60) et la Barbadienne Sada Williams (49 s 75, record national).
A Budapest en 2023, Marileidy Paulino est sacrée championne du monde en établissant un nouveau record de République dominicaine en 48 s 76, devant la Polonaise Natalia Kaczmarek et la Barbadienne Sada Williams. La finale s'est déroulée en l'absence de Shaunae Miller-Uibo, sortie dès les séries alors qu'elle avait accouchée quatre mois auparavant, et de Sydney McLaughlin-Levrone, blessée alors qu'elle était la plus rapide sur cette distance cette année.

### Palmarès
| Édition | Or                               | Argent                         | Bronze                          |
| ------- | -------------------------------- | ------------------------------ | ------------------------------- |
| 1983    | Jarmila Kratochvílová 47 s 99    | Taťána Kocembová 48 s 59       | Mariya Pinigina 49 s 19         |
| 1987    | Olha Bryzhina 49 s 38            | Petra Müller 49 s 94           | Kirsten Emmelmann 50 s 20       |
| 1991    | Marie-José Pérec 49 s 13         | Grit Breuer 49 s 42            | Sandra Myers 49 s 78            |
| 1993    | Jearl Miles 49 s 82              | Natasha Kaiser-Brown 50 s 17   | Sandie Richards 50 s 44         |
| 1995    | Marie-José Pérec 49 s 28         | Pauline Davis-Thompson 49 s 96 | Jearl Miles 50 s 00             |
| 1997    | Cathy Freeman 49 s 77            | Sandie Richards 49 s 79        | Jearl Miles 49 s 90             |
| 1999    | Cathy Freeman 49 s 67            | Anja Rücker 49 s 74            | Lorraine Fenton 49 s 92         |
| 2001    | Amy Mbacké Thiam 49 s 86         | Lorraine Fenton 49 s 88        | Ana Guevara 49 s 97             |
| 2003    | Ana Guevara 48 s 89              | Lorraine Fenton 49 s 43        | Amy Mbacké Thiam 49 s 95        |
| 2005    | Tonique Williams-Darling 49 s 55 | Sanya Richards 49 s 74         | Ana Guevara 49 s 81             |
| 2007    | Christine Ohuruogu 49 s 61       | Nicola Sanders 49 s 65         | Novlene Williams-Mills 49 s 66  |
| 2009    | Sanya Richards 49 s 00           | Shericka Williams 49 s 32      | Antonina Krivoshapka 49 s 71    |
| 2011    | Amantle Montsho 49 s 56          | Allyson Felix 49 s 59          | Francena McCorory 50 s 45       |
| 2013    | Christine Ohuruogu 49 s 41       | Amantle Montsho 49 s 41        | Stephenie Ann McPherson 49 s 99 |
| 2015    | Allyson Felix 49 s 26            | Shaunae Miller-Uibo 49 s 67    | Shericka Jackson 49 s 99        |
| 2017    | Phyllis Francis 49 s 92          | Salwa Eid Naser 50 s 06        | Allyson Felix 50 s 08           |
| 2019    | Salwa Eid Naser 48 s 14          | Shaunae Miller-Uibo 48 s 37    | Shericka Jackson 49 s 47        |
| 2022    | Shaunae Miller-Uibo 49 s 11      | Marileidy Paulino 49 s 60      | Sada Williams 49 s 75           |
| 2023    | Marileidy Paulino 48 s 76        | Natalia Kaczmarek 49 s 57      | Sada Williams 49 s 60           |

### Multiples médaillées
| Rang | Athlète              | Pays                   | Période   | Or | Argent | Bronze | Total |
| ---- | -------------------- | ---------------------- | --------- | -- | ------ | ------ | ----- |
| 1=   | Marie-José Pérec     | France                 | 1991–1995 | 2  | 0      | 0      | 2     |
| 1=   | Cathy Freeman        | Australie              | 1997–1999 | 2  | 0      | 0      | 2     |
| 1=   | Christine Ohuruogu   | Royaume-Uni            | 2007–2013 | 2  | 0      | 0      | 2     |
| 4    | Shaunae Miller-Uibo  | Bahamas                | 2015-     | 1  | 2      | 0      | 3     |
| 5    | Allyson Felix        | États-Unis             | 2011–2017 | 1  | 1      | 1      | 3     |
| 6=   | Sanya Richards-Ross  | États-Unis             | 2005–2009 | 1  | 1      | 0      | 2     |
| 6=   | Amantle Montsho      | Botswana               | 2011–2013 | 1  | 1      | 0      | 2     |
| 6=   | Marileidy Paulino    | République dominicaine | 2022–     | 1  | 1      | 0      | 2     |
| 9    | Salwa Eid Naser      | Bahreïn                | 2015–     | 1  | 1      | 0      | 2     |
| 10=  | Jearl Miles Clark    | États-Unis             | 1993–1997 | 1  | 0      | 2      | 3     |
| 10=  | Ana Guevara          | Mexique                | 2001–2005 | 1  | 0      | 2      | 3     |
| 12   | Amy Mbacke Thiam     | Sénégal                | 2001–2003 | 1  | 0      | 1      | 2     |
| 13   | Lorraine Fenton      | Jamaïque               | 1999–2003 | 0  | 2      | 1      | 3     |
| 14   | Sandie Richards      | Jamaïque               | 1993–1997 | 0  | 1      | 1      | 2     |
| 15=  | Antonina Krivoshapka | Russie                 | 2009–2013 | 0  | 0      | 2      | 2     |
| 15=  | Shericka Jackson     | Jamaïque               | 2015–     | 0  | 0      | 2      | 2     |
| 15=  | Sada Williams        | Barbade                | 2022–     | 0  | 0      | 2      | 2     |

### Records des championnats
| Temps   | Athlète               | Lieu     | Date         | Record |
| ------- | --------------------- | -------- | ------------ | ------ |
| 52 s 42 | Jarmila Kratochvílová | Helsinki | 7 août 1983  |        |
| 51 s 05 | Mariya Pinigina       | Helsinki | 8 août 1983  |        |
| 50 s 07 | Mariya Pinigina       | Helsinki | 9 août 1983  |        |
| 47 s 99 | Jarmila Kratochvílová | Helsinki | 10 août 1983 | WR     |